# 22 Dywizjon Rakietowy Obrony Powietrznej
22 dywizjon rakietowy Obrony Powietrznej (22 dr OP) – samodzielny pododdział Wojsk Obrony Przeciwlotniczej Sił Powietrznych
Dywizjon sformowany został w 1963 w Helu, podlegał dowódcy 4 Gdyńskiej Brygady Rakietowej Obrony Powietrznej. Z dniem 28 grudnia 2001 dywizjon został rozformowany.

## Historia
Dywizjon został sformowany na podstawie rozkazu organizacyjnego dowódcy Wojsk OPK z 12 stycznia 1963, jako 22 dywizjon ogniowy w składzie 60 Brygady Artylerii OPK w Gdyni. Pierwszym uzbrojeniem dywizjonu był przeciwlotniczy zestaw rakiet ziemia – powietrze średniego zasięgu typu S-75 Wołchow.
Pierwszy dyżur bojowy dywizjon przyjął w lipcu 1964, a 21 maja 1965 na poligonie w Aszułuku, w ZSRR przeprowadzono pierwsze strzelanie bojowe.

W tej jednostce rozpoczął swoją karierę późniejszy dowódca 4 BA OPK w latach 1981-1984, a następnie dowódca Wojsk Rakietowych i Artylerii WLOP w latach 1986-2000 gen. bryg. Franciszek Żygis.

## Dowódcy dywizjonu
- 1963-1964 – kpt. Jerzy Olszewski
- 1964-1968 – mjr Antoni Kiwior
- 1968-1981 – mjr Kazimierz Rec
- 1981-1987 – mjr Tadeusz Krzyżowski
- 1987-1989 – mjr Edward Strzelecki
- 1989-1994 – pplk Marek Kacperek
- 1994-1998 – mjr Zbigniew Krzywosz
- 1998-1999 – mjr Leszek Kuchnowski
- 1999-2001 – mjr Marek Kuchnowski